# Partit Letònia Primer
El Partit Letònia Primer (letó Latvijas Pirmā Partija) va ser un partit polític de Letònia d'orientació conservadora i democristiana. Fou fundat el 25 de maig de 2002 i estava liderat per Ēriks Jēkabsons i Ainārs Šlesers. El partit tenia com a membres un bon nombre de sacerdots de totes les branques de la cristiandat a Letònia (luterans, catòlics, ortodoxos i baptistes), així com membres de Jaunā Paaudze (Nova Generació), un grup carismàtic i contravertit. Per aquest motiu, és nomenat informalment el partit dels sacerdots.
El partit va rebre el suport de les organitzacions religioses, va obtenir el 9,5% dels vots i 10 escons a les eleccions legislatives letones de 2002, cosa que li va permetre participar en la coalició de govern de Valdis Dombrosvskis. A les eleccions europees de 2004, però, només va obtenir 18.625 vots (3,24%) i cap eurodiputat.
A les eleccions legislatives letones de 2006 es va presentar en coalició amb Via Letona, però només va obtenir el 8,58% dels vots i 10 escons. Tot i així, va formar part de la coalició de govern fins al 20 de març de 2009. El partit es va dissoldre el 25 d'agost de 2007 deixant pas al nou partit LPP/LC integrat pels antics partits que ja havien format una coalició electoral a les eleccions legislatives de 2006.

## Resultats electorals
| Any  | Vots                    | %                       | Escons   | +/- |
| ---- | ----------------------- | ----------------------- | -------- | --- |
| 2002 | 94,752                  | 9.57                    | 10 / 100 | Nou |
| 2006 | Dins la coalició LPP/LC | Dins la coalició LPP/LC | 10 / 100 | =   |